# Sence na belih listih
Karolina Kolmanič v romanu Sence na belih listih (1980) govori o dekliškem odraščanju.

## Vsebina
Milka, učenka sedmega razreda, živi z družino družino na robu vasi. Oče je zaposlen v tujini, kjer se trudi zaslužiti čim več denarja, ki bi jim prišel prav pri gradnji nove hiše. Mati dela v tovarni, Milkina sestra Olga študira v Ljubljani. Ljubezen med družinskimi člani se prvič skrha, ko se oče po prepiru z materjo fizično znese nad njo. Po dopustu odide nazaj na delo. V pismu se opraviči za svoje ravnanje. Čez slab mesec oče nepričakovano umre. Milka se medtem spopada še z drugimi skrbmi, ki jih prinaša zgodnja puberteta. Olga na fakulteti ni uspešna, Milka si želi materialnih dobrin, ki jih mati s skromnimi dohodki ne more nuditi. Kot vsaka najstnica se tudi Milka primerja s svojimi premožnejšimi prijateljicami, zavida jim srečo v ljubezni, sama je bila v prvi zvezi s starejšim Tonetom nesrečna. Prizadene jo novica, da naj bi pokojni oče imel ljubico. 
V šoli dobijo novega sošolca Petra, ki je prej živel v Avstraliji in je nekaj let starejši. Fant v zadregi jeclja. Milka se začne zaljubljati vanj in skupaj preživljata veliko prostega časa. Milka se spolnosti izogiba, ampak se boji, da jo bo Peter zaradi tega zapustil. S svojo zgodnjo zvezo Milka povzroča nemalo skrbi svoji materi, zato se zaljubljenca dobivata na skrivaj. Mati se boji govoric o hčerkini zvezi, še bolj Milkine neželene nosečnosti. 
Na šolskem izletu po Sloveniji se šolarji zabavajo na večernih plesih in zabavah, kjer se nekateri prvič srečajo z alkoholom, drugi z ljubeznijo in na koncu ostanejo strtih src. Milka in Peter se na izletu oddaljita. Milko skrbi za najboljšo prijateljico Tanjo, ki se boji zanositve. 
Po izletu se v šoli začnejo zadnje bitke za pozitivne ocene do konca šolanja v osnovni šoli. Milkina mati se loti gradnje nove hiše, pri čemer ji mora mlajša hčerka pomagati, Olga pa se še naprej bori z izpiti na fakulteti. Bolj kot to vse skrbi valeta, ki pomeni slovo od prijateljev, učiteljev, šole in za mladostnike predstavlja prvi korak proti težko pričakovani odraslosti. V pričakovanju valete izvejo, da je Tanja vzela preveliko dozo uspavala. Dekle hitro ozdravi in se vrne v šolo. 
Na dan valete vsi blestijo v čednih oblekah. Milka in Peter spet čutita drug z drugim in mladostniška navihanost jima da krila, da se odpeljeta z motorjem proti gozdu. Zaletita v drevo, Milka si zlomi nogo, s Petrom je veliko huje. Ponovi se mu stanje izpred let, ko je padel z drevesa v Avstraliji. Peter ne more govoriti in potrebuje zdravljenje v Avstraliji. Za mladi par to pomeni ločitev, vendar si na koncu obljubita, da ne bosta pozabila drug drugega in da se bosta ponovno srečala po Petrovi vrnitvi. Milka upa na hitro Petrovo vrnitev in uresničitev njune sanjske ljubezni. 

## Kritike
"Roman Sence na belih listih (1980) je mladinski. Gre za izpoved sedmošolke, ki piše dnevnik, in ko ji umre oče, ostanejo le sence na belih listih. Poleg mladostniških problemov, ki spremljajo človeka v obdobju odraščanja, odkriva roman tudi socialne razlike, spor med generacijami in težave, ki jih prinašajo ekonomske migracije." (Suzana Rajnar, v Literarno delo Karoline Kolmanič – diplomska naloga 1992: 5)
"V romanu Sence na belih listih je v središču njenega zanimanja trinajstletna Milka in njene težave v obdobju odraščanja. Roman je njega izpoved." (Suzana Rajnar, v Literarno delo Karoline Kolmanič – diplomska naloga 1992: 18)
"V Sencah na belih listih Milkino mladostno razigranost nenadoma pretrga očetova tragična smrt in spoznanje, da jim je ves čas prikrival resnico. Toda sporočilo te knjige, kot tudi njenega pisanja nasploh, je: "Nobena stvar ni nikoli tako črna, da iz nje ne bi bilo izhoda." (Tako pravi pisateljica sama." (Suzana Rajnar, v Literarno delo Karoline Kolmanič – diplomska naloga 1992: 25–26)
"Pisateljica vseskozi posega v sodobnega človeka z izrazitim posluhom, predvsem v njegove stiske in težave, ki so kljub materialnim dobrinam – ali pa prav zaradi tega – take, da zastavijo korak marsikomu od nas. Marsikdaj je krivda za zablodo mladost in mladostna neizkušenost. Vendar so liki karakterno zdravi, to pa je pogoj za njihovo ponovno vrnitev na zdravo pot. Značilen za Kolmaničino pisanje je zavzet odnos do problematike, kar se kaže že v sugestivnem in zgovornem naslovu. Pisateljica je prepričljivo optimistična, zato velja njena pozornost tako problematiki zapleta kot razpletu. Vse to dela Karolino Kolmanič kot pisateljico in človeka simpatično, pisateljičino sporočilo – kar je zelo pomembno – je optimistično in plemenito. Njena literarna spoznanja izzvenijo v prepričane, da najde človek pot iz vsake stiske, če jo le hoče najti. Ta pot je navadno vezana na sočloveka in globljo srečo z njim." (Emil Cesar, v Sence na belih listih, 1997: 272)
"Še eno delo v plejadi podobnih, ki s tako ihto skušajo pripovedovati o najobčutljivejšem in za razvoj resnično pomembnem obdobju - puberteti. Roman o Milkinem deklištvu ni v ničimer izjemen. Morda že zato, ker se ne da razbrati ne enega ne drugega. Namreč, ne literarnega ne vsebinskega pomena. Bi to naj bila nekakšna "domačijsko dekliška" literatura? V družinski toplini se sestankarsko pogovarjajo (kokoši jim bodo "življenjsko raven še dvignile", npor.). Poslušajo melodije Suze liju, Ljubi, ljubi vse ljudi, Dan ljubezni, Godine nisu važne in podobne, ki pa so predvsem ilustrativno dopolnilo nastopajočih, njihovih duševnih stanj in sploh vzdušja, kraj, čas, sredina. Roman je pisan v 1. os. edn., dnevnik – ki pomeni sence na listih, nenapisanih po očetovi smrti na delu v tujini, in po prepiru z domačimi, ko Milka pri 15. odraste v ljubezensko gotovost, se pravi: pri-čakovanje – pa tudi. In je tako dnevnik odveč; pisateljica tako ali tako govori v junakinjinem imenu. Celo o urbanizmu. In tudi "modro" predstavljena mati pripoveduje silne malomeščanščine in t.i. kmečke modrosti o zavisti, previdnosti, prilagodljivosti, stereotipnosti, "večvrednosti" in še mnogih trenutnih dokončnostih. V žalostnem okolju polproletarske polkmečke družine in okolice obrtniške jarogospodiščine Milki resnično ni preostalo drugega: nadaljevati s pisanjem dnevnika in ljubiti fanta, ki si jo je izbral." (Janez Poštrak 1980: 5)
"Roman Sence na belih listih je že četrto prozno besedilo Karoline Kolmanič, ki ga je domača založba izdala v knjižni obliki. Po povesti Sonce ne išče samotne poti, Srečno srebrna ptica in romanu Marta je tudi v najnovejšem delu pisateljica za nosilko svoje pripovedi izbrala žensko, natančno pa določila tudi geografsko in socialno okolje, iz katerega izhaja – severovzhodno Slovenijo. Glavno junakinjo Milko sledimo skozi njene opise življenja v razbiti družini in spoznavamo težave, ki jih prinaša ekonomska migracija. Čeprav gre predvsem za čustvene pretrese mladoletne Milke, "ki ji ob očetovi smrti med delom na tujem, onemi pero na belih listih dnevnika, kamor izliva svoja čustva in ostanejo le blede sence," je najmočnejša plat dela prav ta. Milka ne trpi pomanjkanja, vendar je prikrajšana za marsikaj, kar si lahko privoščijo njene sošolke. Avtorica na elementaren način sooča trdo, klasično družinsko vzgojo, kakršno daje Milki njena prezaposlena mati, delavka v tekstilni tovarni, z vzgojo, ki so jo deželni otroci dobro preskrbljene podeželske družine Kotnikovih. Slednja si je pridobila materialne dobrine, ne tudi kulturnih, v takem okolju pa ostajajo resnične vrednote marsikdaj prikrite in odstopajo prostor lažnim in varljivim prividom materialne blaginje in brezskrbnosti.Kako prav, da se je Karolina Kolmanič v okolju, v katerem živi, lotila prav teh dilem in prizadeto, čeprav morda prepoenostavljeno, govori o tistem, kar sicer vemo, premalokrat pa zares prodre do nas." (Brigita Bavčar-Anzelc 1980: 5)
"Ne vem, komu bo branje tega romana bolj koristilo: ali deklicam v dobi dozorevanja ali njihovim staršem, posebej materam. Nemara kar obojim. Deklice, ki postajajo dekleta, bodo same sebe lahko primerjale z osmošolko Milko, z njenim odnosom do mame, do ljubezni in spolnosti, do šole in do življenja sploh, matere pa imajo lep zgled v Milkini mami, ki kljub prezaposlenosti (dela v tovarni, obdeluje manjšo kmetijo in skrbi za gradnjo nove hiše) skuša vzpostaviti stik s svojo dozorevajočo hčerko. Njuni medsebojni odnosi dolgo časa hudo škripajo, pa več po Milkini kakor po mamini krivdi. Šele po raznih težavah in nesrečah deklica pride do spoznanja, da pravega zaupanja med starši in otroki ne more biti, če se ena stran preveč zapira vase. Čisto na koncu romana beremo, kaj je Milka zaupala svojemu dnevniku." (Silvester Čuk 1980: 37–38)
"Kolmaničin roman se po svoji mentaliteti uvršča v tradicijo slovenskih večernic, čeprav je navidez postavljen v sedanji, odprtejši socialno mentalni prostor. Neustavljivo spominja tudi na Ciglerjeve povesti, na tista njegova izročila, ki so posebej znana iz ''Sreče v nesreči:'' tujina prinaša zlo, v domačijskosti pa je za srečo potrebna naomajna zvestoba duhovnim ljubezenskim idealom, skromnosti, resnicoljubnosti in poštenosti. 14-letna dijakinja, ki izgubi očeta na delu v tujini, je postavljena pred celo vrsto preizkušenj in vse častno premaga. Poltenosti se upira z besedami vrednih najboljših opozoril Ognjišča, po denarju hlepeči obrtniki so deležni njenega najglobljega prezira in navsezadnje ljubi tudi pravo literaturo: Jurčičevega Desetega brata (Lovro Kvas ji "do kraja razgiba domišljijo"). Vse je torej tako, kot mora biti, da je življenje vredno svojega poslanstva. Vendar pa je hkrati vse narobe z literaturo: ta postavlja svoje junake neprestano na laž. Navsezadnje se najstniki le ne morejo pogovarjati takole: "Dolgo sem iskal dekle, ki bi ji podaril svojo naklonjenost"; ali pa: "Upam, da se ne varam o tebi. Takšen si, kot sem si zamišljala: redkobeseden, resen in tudi prezgodaj umirjen. Življenje tudi tebi najbrž ni prizaneslo" (135. str.). itd. itd., v neskončnih tiradah obskurnega besedičenja, umetno konstruiranega brezzračnem prostoru večerniškega kiča. Šolmoštrstvo mlade junakinje onemogoča sleherno kompetentno zasidranje socialnih ali moralnih problemov. Vse je samo pridiga v tem primerni jezikovni namiri, docela neskladna s svojimi fabulativnimi ambicijami. Žal je vsak izkupiček literature pač literatura. Dobre namere se v tej skrivnostni formi obračajo v svoje nasprotje." (Aleksander Zorn 1980: 389)
"Snovni motiv je sedanji in veljaven tako za preteklost kot za prihodnost, sploh dokler bodo šole obstajale. Pisateljica je namreč segla v to okolje, točneje v višje razrede osemletke in si izbrala s sedmošolko Milko ter skoznjo prikazala tudi vrenja in hotenja njenih vrstnic. To je pa že širša osnova in je mogoče spoznati kar velik kolektiv mladih z vsem njihovim žarom v učilnicah in zunaj njih. Pisateljica je s popolnoma določenim namenom postavila v ospredje Milko, čeprav ima to dekle v primerjavi z drugimi, sošolkami, precej skupnega v načinu vedenja, oblačenja, medsebojnih odnosov, vendar pa je drugačna, zadržana. To kaže samo na zunaj, da bi prikrila vse tisto usodno, kar jo notranje pretresa in vznemirja, ko se skuša sama dokopati do resnice, ki seji kaže v domači hiši. Prav tukaj, v družini, je ostala osamljena in nepotešena, kajti oče je odšel na začasno delo na tuje, mati dela v tovarni in tako je v tej razbitosti odvisna le od sebe. Njen položaj je toliko hujši, daj prav v teh letih potrebuje zrele sogovornike, ki bi ji to in ono svetovali, a to ne s pretečim dvignjenim prstom, marveč prijateljsko, tovariško. Ker tega ne doživlja, zaupa svoje tegobe dnevniku, ki ga piše takrat, kadar je čustveno najbolj prizadeta. Milkin dnevnik je pisateljici solidno pomagalo, da spoznamo dekle v vseh podrobnostih, ki se ji postavljajo na pot in nemirno načenjajo notranjo stisko. Nemoč in razočaranje se ji stopnjujeta, ker jo obhajajo občutki. da je v domači hiši zapostavljena po materi in starejši sestri, ob tem pa prispe še sporočil, da se je oče ponesrečil. To sporočilo hudo prizadene vse tri, dekletu zastane pero in strani v njenem dnevniku ostanejo prazne. Poznavalsko je prikazano dogajanje v razredih, kar je pripisati pisateljičinemu osnovnemu poklicu. Kolmaničeva je s to knjigo razgrnila pred nami življenje mladega rodu v sedanjem času in obenem tudi razmere v družinah, kjer ostajajo otroci sami zaradi odhoda enega ali obeh njihovih staršev na začasno delo v tujino. V ospredju je težnja, da si s prisluženim denarjem postavijo nove hiše in sploh izboljšajo gmotne dobrine, četudi za ceno časovno daljše ločitve, kar je sicer utemeljeno, vendar naj ne bi postalo pravilo odtujevanja med družinskimi člani. Pisateljičino sporočilo potemtakem ne opozarja samo na aktualni problem, s katerim se srečujemo v zaporedju raznih ekonomsko utemeljenih pojavov, marveč nas zavezuje za skupno nalogo njegove razrešitve. Knjiga je pisana tekoče in bodo po njej nedvomno segale široke plasti bralcev." (Janez Švajncer 1980: 6)

## Ponatis
- Karolina Kolmanič. Sence na belih listih. Ljubljana: Založba Karantanija, 1997. (S predgovorom Emila Cesarja.)